# La vita davanti a sé
La vita davanti a sé (La vida por delante en España y La vida ante sí en Hispanoamérica) es una película italo-estadounidense de 2020 dirigida por Edoardo Ponti. Basada en la novela homónima de Romain Gary, ya había sido llevada a la pantalla en 1977.
Estuvo protagonizada por Sophia Loren y con las actuaciones de Ibrahima Gueye, Renato Carpentieri y Abril Zamora.
La película recibió un lanzamiento limitado el 6 de noviembre de 2020, seguido de transmisión digital en Netflix el 13 de noviembre de 2020.
Además de múltiples elogios y reconocimientos por el público y la crítica, la canción original "Io sì (Seen)" escrita por Diane Warren y Laura Pausini e interpretada por esta última, fue galardonada en los Premios Globos de Oro y nominada en los Premios Oscar.

## Sinopsis
Madame Rosa es una ex prostituta y sobreviviente judía del Holocausto que proporciona un hogar en su apartamento a los hijos de otras mujeres prostitutas en la ciudad portuaria de Bari, Apulia, Italia. Después de que Mohamed, más conocido como Momo, un inmigrante senegalés huérfano de 12 años, le roba, el Dr. Coen, el padre adoptivo del niño, que también es el médico de Rosa, le devuelve los artículos robados y hace que el niño se disculpe. El señor Coen le ofrece dinero a Rosa para que se haga cargo del niño y lo cuide durante un par de meses, y ella acepta de mala gana.
Momo, que ha sido expulsado de la escuela por apuñalar a un matón con un lápiz, vende drogas en secreto para un traficante en Bari, pero Rosa también lo encuentra trabajando con Hamil, un amable comerciante musulmán. Todos estos adultos intentan guiar al niño. La vecina y amiga de Rosa, Lola, una prostituta transgénero, cuya hija Rosa cuida, ayuda a Rosa mientras comienza a decaer mentalmente. A veces está lúcida, mientras que otras está catatónica .
Rosa y Momo desarrollan un vínculo profundo, especialmente después de que él se convierte en su único pupilo. Deja de vender drogas. Aunque su salud está empeorando, Rosa le pide a Momo que prometa mantenerla fuera del hospital. Ella está aterrorizada por ellos, después de haber sido experimentada en el hospital de Auschwitz cuando era niña. Momo acepta y promete, pero Rosa finalmente es llevada al hospital después de un episodio particularmente malo. Momo la saca a escondidas del hospital por la noche y la esconde en el sótano de su edificio de apartamentos, donde se siente segura. Momo se queda allí con Rosa, cuidándola hasta que muere. Luego, Lola finalmente descubre su secreto. La película termina con el funeral de Rosa.

## Elenco
- Sophia Loren - Madame Rosa
- Ibrahima gueye - Momo
- Abril Zamora - Lola
- Renato Carpentieri - dr. Cohen
- Babak Karimi - Hamil
- Massimiliano Rossi - narcotraficante